# ヨハン・フォースター

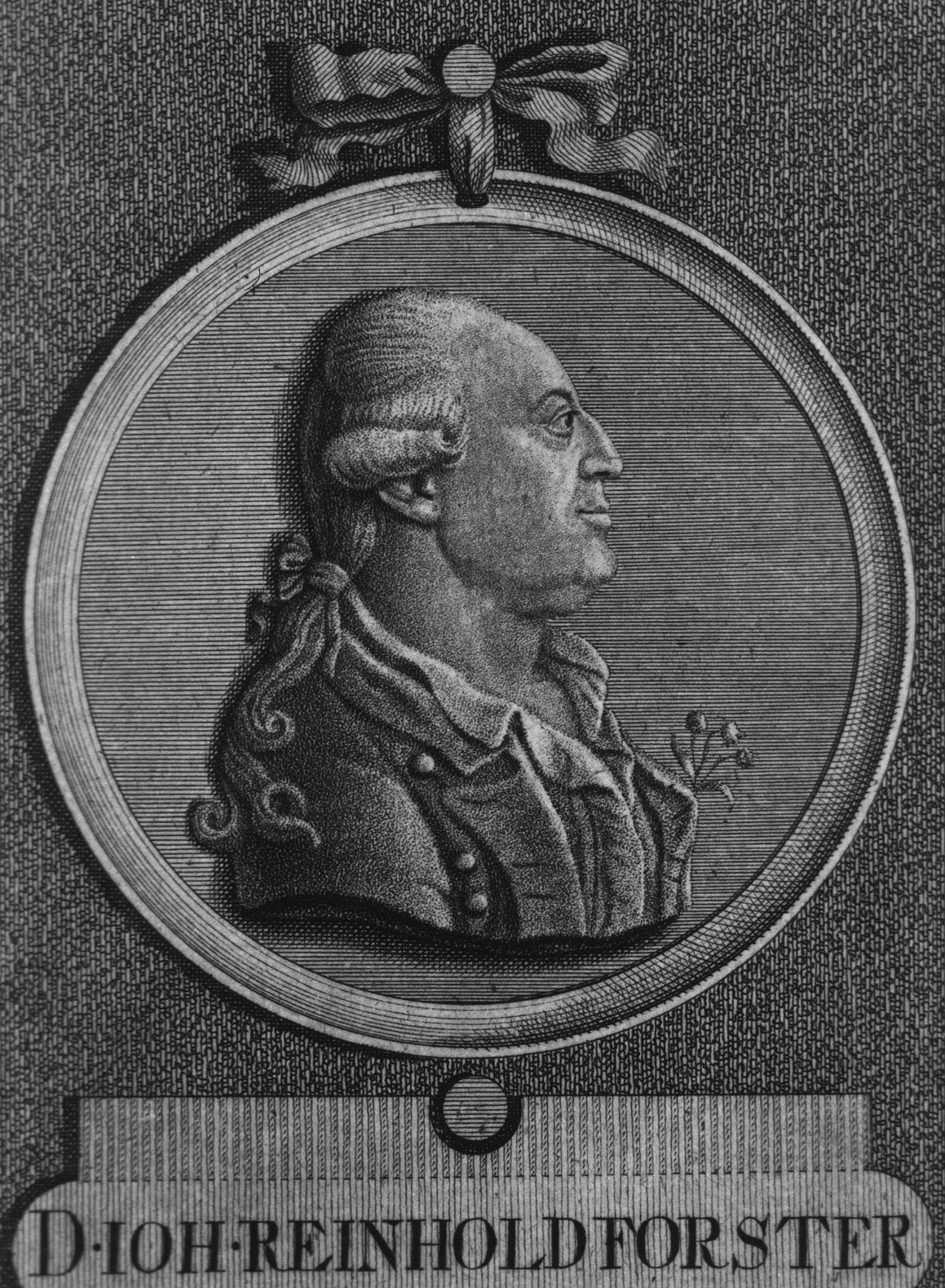
Johann Reinhold Forster

ヨハン・ラインホルト・フォースター（Johann Reinhold Forster、1729年10月22日 - 1798年12月9日）は先祖がスコットランド人であるドイツの博物学者である。ヨーロッパや北アメリカの鳥類学に貢献した。ジェームズ・クックの2回目の太平洋の航海に息子のゲオルク・フォルスターと参加したことで知られる。

## 人物
フォースターの家系はスコットランドのフォースター卿にはじまり、曽祖父がクロムウェルの時代に、財産を失い、他のスコットランド人とともにドイツへ移民した。フォースターはプロイセン王国のディルシャウ（現ポーランド・トチェフ）に生まれた。ハレ大学で神学を学び、Nassenhubenでルター派の聖職者となった。1766年に息子のゲオルクとイギリスに渡り、ジョセフ・プリーストリーの後を受けて、WarringtonのDissenter's Academyで3年間教職についた。その後ロンドンに移り、博物学者としての評価を高めた。ジョゼフ・バンクスがクックの2回目の航海の博物学者としての参加をとりやめたため、その代わりにフォースター父子が選ばれた。
フォースター父子は航海で見聞したことを詳細に日記に記し、自然史の試料や現地の道具の貴重なコレクションを行った。帰国後、著書Observations Made during a Voyage round the Worldを発表したが、その本の収入はフォースターの債務を払うのに十分でなかったので、ゲオルクの書いた図はバンクスに売却された。その後数年はトーマス・ペナントの北極の動物に関する著書のドイツ語訳などの著述を行った。1779年11月、ハレ大学の博物学、鉱物学の教授に任じられ、その職を没するまで続けた。
フォスターがクックとともにイギリスに戻って1月以内に完成した著書Descriptiones animaliumはその後、マルティン・ハインリヒ・リヒテンシュタインによって編集され、1844年に出版された。
1772年から1773年にかけて、王立協会のフィロソフィカル・トランザクションズに発表された動物学、鳥類学、植物学に関する論文は北アメリカの動物学の権威としての地位を確立した。1772年には王立協会のフェローに選出されている。